# Hirlanda
Hirlanda ist der Name einer literarischen Figur bzw. zahlreicher literarischer Werke. Erstmals literarisiert wurde Hirlanda durch den Jesuiten René de Ceriziers (1603–1662) in Les trois estats de l’innocence (Paris 1640). Neben Hirlanda sind hier auch Jeanne d’Arc und Genovefa dargestellt. Die drei Figuren thematisieren das Motiv der unschuldig verfolgten Frau. Die Sage der Hirlanda integriert die Stoffe von Gundeberga, Creszentia, Gunhild, Berta, die Sage von den Schwanenkindern und die Konstantinlegende und fußt auf keltischen, langobardischen, fränkischen, dänischen und irischen Erzähltraditionen.

## Überlieferung
Eine frühe Gestaltung erfuhr Hirlanda in der Tradition des bretonischen Mysterienspiels, die ins 14. Jahrhundert zurückreicht. Aus dieser Tradition geht das Mysterienspiel Sainte Tryphine et le Roi Arthur hervor, das 1863 François-Marie Luzel (1826–1895) nach einer bretonischen Vorlage herausgegeben hat. Inhaltlich deckt sich dieses Spiel mit dem Roman von Ceriziers. In der europäischen Stoffrezeption entfaltet der Roman von Ceriziers große Wirkung, während das bretonische Mysterienspiel unbeachtet bleibt.
Bereits wenige Jahre nach der ersten Auflage von Ceriziers Roman Les trois estats de l’innocence (1640) folgten Übersetzungen ins Englische, Italienische und Deutsche: 1656 erschien von William Lower in London die englische Fassung The Triumphant Lady, or the Crowned Innocence. 1666 erschien in Bologna die Übersetzung ins Italienische von Lodovico Cadamosto unter dem Titel L’Hirlanda overo l’Innocenza coronata del signore de Ceriziers. 1685 erfolgte in Dillingen die Drucklegung der ersten deutschen Ausgabe Hirlanda, Oder die von Gott gecrönte Unschuld im Band Die Unschuld in Drey unterschiedlichen Ständen. Der Verfasser blieb anonym. Zwei Jahre später, 1687, erschien in Dillingen die Bearbeitung durch den Kapuzinerpater Martin von Cochem (1634–1712, bürgerlich: Marin Linius) Von der Verfolgung der unschuldigen Hertzogin Hirlandä in seinem Außerlesenes History-Buch. Cochem greift nicht mehr auf Ceriziers zurück, sondern benutzt als Vorlage die anonyme deutsche Übersetzung. 1690 wurde die Übersetzung Die Gekrönte Unschuld eines Mitglieds der Weimarer Fruchtbringenden Gesellschaft, auch „Palmenorden“ genannt, veröffentlicht. Der Übersetzer trug den Gesellschaftsnamen „Der Wenige“. Es handelt sich hierbei um Hieronymus Ambrosius Langenmantel (1641–1718).

## Verbreitung
Für die Verbreitung des Stoffes war neben der Rezeption in der erzählenden Literatur die Theatertradition des Jesuitenordens wichtig, vor allem im süddeutschen Sprachraum. Erklärtes Ziel der 1534 durch Ignatius von Loyola gegründeten und 1540 von Papst Paul III. bestätigten Societas Jesu war die Propaganda fidei im Sinne der katholischen Gegenreformation. Die Jesuiten erkannten das Theater als pädagogisches und publikumswirksames Medium und benutzten es zur Verkündigung von Glauben und Ideologie. Die Aufführungen waren bis auf späte, seltene Ausnahmen in Latein; der effektvolle Bilderreichtum auf der Bühne und zweisprachige (lateinisch und die jeweilige Landessprache) Periochen, gedruckte Programmzettel mit einer ausführlichen Inhaltsangabe, ermöglichten es dem nicht humanistisch gebildeten Publikum, dem Stück zu folgen. Wie rasch der Orden mit theatralischen Darbietungen auf ihm geeignet erscheinende Stoffe reagierte, zeigt die erste Aufführung einer Hirlanda im Jahre 1657 in Ingolstadt. Dies ist der erste Nachweis einer Hirlanda-Aufführung überhaupt und das zu einem Zeitpunkt im deutschen Sprachraum, als der Roman von Ceriziers, 17 Jahre früher erschienen, erst in englischer und italienischer Übersetzung vorliegt. Überliefert ist unter den lateinischen Hirlanda-Spielen, die für das Theater der Jesuiten eingerichtet wurden, lediglich jener von M. Christoph Widman (Landshut 1698).
Neben den lateinischen Aufführungen der Hirlanda 1657 in Ingolstadt und 1698 in Landshut gab es nachweislich weitere 1670 in Rennes, 1699 in Klagenfurt, 1728 in Solothurn und Mindelheim und 1747 in Luzern. Impusgebend war das lateinische Jesuitendrama auch für das Volksschauspiel des süddeutschen Sprachraums. Die erste deutschsprachige Hirlanda-Aufführung ist als Schulspiel des Gymnasiums in Kempten für das Jahr 1700 nachweisbar. Die Hirlanda als Volksschauspiel setzt 1738 in Mutters (Tirol) ein. In der Folge konzentrieren sich etwa anderthalb Jahrhunderte lang Hirlanda-Spiele auf den südlichen deutschen Sprachraum, besonders auf Tirol. Dazu die Chronologie der nachweisbaren Aufführungen: Oetz (1749), Hall in Tirol und Dachau (1759), St. Nikolaus in Tirol (1760), Mils in Tirol (1766), Schlechdorf in Salzburg (1768), Mals in Südtirol (1783), Kohlstadt bei Innsbruck (1790), Laas in Südtirol (1791), mehrere Aufführungen in Mittenwald in Bayern und in Erl in Tirol in der ersten Hälfte des 18. Jahrhunderts, Kiefersfelden in Bayern (1802), Ermensee (1821), Eisenerz in der Steiermark (1839), Steirisch Laßnitz (1847), Liesing im Kärntner Lesachtal (1853), Buch bei Jenbach in Tirol (1858), Volksersheim in Oberschwaben (1877) und Krenau in Böhmen (1882 und 1887).
Ein ausführlich kommentiertes Beispiel für ein Hirlanda-Spiel ist die Fassung von Johannes Ulrich von Federspiel, die Toni Bernhart herausgegeben hat. In einer Kurzfassung wurde dieses Stück durch das sirene Operntheater mit der Musik von Jury Everhartz in der Regie von Kristine Tornquist 1998 uraufgeführt.